# Paraphrase sur La Sonnambula
Pour les articles homonymes, voir Paraphrase (homonymie).
La paraphrase sur l'opéra La Sonnambula de Vincenzo Bellini (aussi  Gran Duetto Concertato dell'opera « La Sonnambula ») est un arrangement pour clarinette en si bémol et petite clarinette en mi bémol avec accompagnement de piano de Luigi Bassi composé en 1867.
Luigi Bassi a effectué un arrangement particulier en employant un duo de clarinettes petite et soprano pour rendre hommage aux deux chanteurs célèbres qui créèrent l'opéra, à savoir la cantatrice Giuditta Pasta et le ténor Giovanni Battista Rubini. La paraphrase permet à l'arrangeur de travailler ses propres inspirations autour du thème choisi; elle reprend deux thèmes de l'acte 1 et trois thèmes de l'acte 2. Ce type de pièce en forme de pot-pourri était très utilisé au XIXe siècle pour diffuser les airs d'opéra dans les petites villes et les campagnes en Italie et en Europe et également mettre en valeur les solistes. 
La pièce est basée sur une refonte des airs les plus acclamés de cet opéra, dans les deux variations finales de l'air Ah, perché non posso odiart (Acte 2), dans lesquelles les deux solistes alternent avec une virtuosité acrobatique et spectaculaire. Le duo se termine par un Passo final brillant et vif.
Il existe également un arrangement pour clarinettes et quatuor à cordes réalisé par Luis Cosme Gonzalez.

## Discographie sélective
- La clarinette à l'opéra, Verdi, Bellini, Puccini, Rossini avec Alessandro Carbonare (clarinette), Gilbert Monnier (petite clarinette), Andrea Dindo (piano), Harmonia Mundi HMA1951722, 2001,2013 (OCLC 1042087577).